# واحد پژوهش‌های اقلیمی

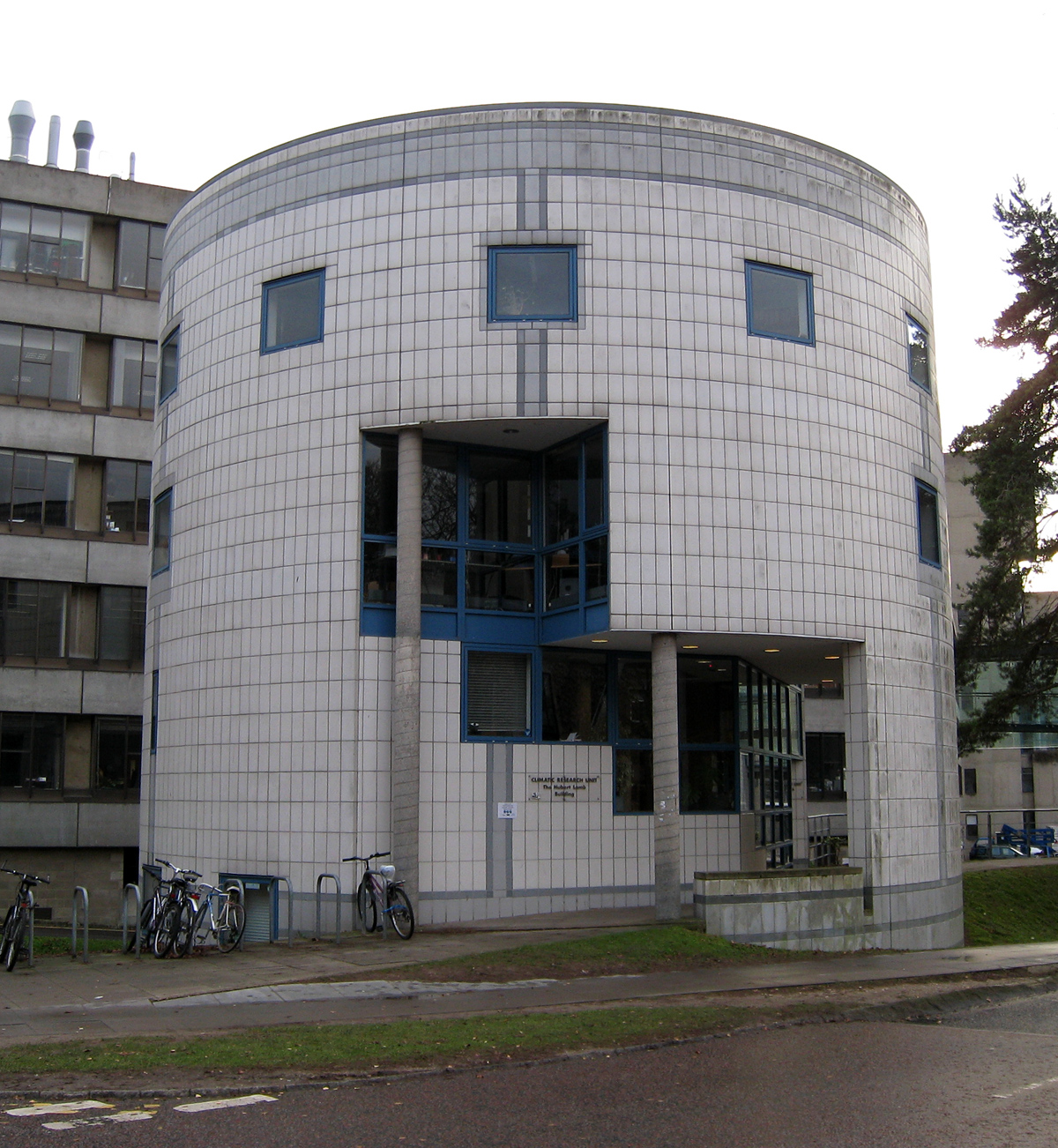
ساختمان بره هوبرت، دانشگاه آنگلیا شرقی، جایی که واحد تحقیقات آب و هوایی در آن مستقر است

واحد پژوهش‌های اقلیمی (CRU)، نهاد برجسته‌ای است در دانشگاه ایست آنگلیا که به مطالعه تغییرات آب و هوایی طبیعی و انسانی می‌پردازد.
این واحد پژوهشی با ترکیبی از ۳۰ دانشمند و دانشجوی محقق، به توسعه مجموعه‌ای از اطلاعات که به‌طور گسترده در تحقیقات اقلیمی استفاده می‌شود کمک کرده است، از جمله به یکی از رکوردهای گرمایش جهانی برای نظارت بر وضعیت سیستم آب و هوا و همچنین در تحقیقات مربوط به «بسته‌های نرم‌افزاری آماری و مدل‌های اقلیمی.»

## تاریخچه
واحد پژوهش‌های اقلیمی در سال ۱۹۷۲ به عنوان بخشی از دانشکده علوم زیست‌محیطی دانشگاه ایست آنگلیا تأسیس شد. تأسیس این واحد مدیون حمایت سر گراهام ساتون، مدیرکل سابق اداره هواشناسی، لرد سولی زاکرمن، مشاور دانشگاه و استادان کیت کلایتون و برایان فانل، رئیس دانشکده علوم زیست‌محیطی بود. در سال ۱۹۷۱ و ۱۹۷۲ حامیان مالی اولیه‌اش بریتیش پترولیوم، بنیاد نوفیلد و رویال داچ شل هلند بودند. بنیاد راکفلر نیز یکی دیگر از خیرین اولیه برای کمک به این واحد تحقیقاتی بود و بنیاد ولفسون ساختمان فعلی خود را در سال ۱۹۸۶ در اختیار این واحد قرارداد. از نیمه دوم دهه ۱۹۷۰، این واحد همچنین از طریق یک سری قراردادها با وزارت انرژی ایالات متحده بودجه‌ای دریافت کرده است تا از کار کسانی که در بازسازی آب و هوا و تجزیه و تحلیل اثرات گازهای گلخانه ای بر آب و هوا فعالیت می‌کنند، پشتیبانی کند. دولت انگلستان (مارگارت تاچر) در اواسط دهه ۱۹۸۰ به یک حامی جدی در تحقیقات اقلیمی تبدیل شد.
اولین مدیر واحد پروفسور هوبرت لمب بود، که قبلاً پژوهش دربارۀ تغییرات اقلیمی را در دفتر هواشناسی انجام داده بود. وی سپس به دلیل پیش‌بینی خنک شدن جهان و ظهور عصر یخبندان به عنوان «مرد یخی» شناخته شد، اما به دنبال تابستان بسیار گرم انگلیس در سال ۱۹۷۶، به پیش‌بینی گرم‌شدن کره زمین نزدیک شد. احتمال تغییرات عمده آب و هوایی و جاری شدن سیل، حمایت مالی شرکت‌های بزرگ بیمه که می‌خواهند زیان‌های احتمالی خود را کاهش دهند، به سمت وی جلب شد. پیش از تأسیس واحد تحقیق هواشناسی به‌طور گسترده، اعتقاد بر این بود که آب و هوا اساساً ثابت و غیرمتغیر هستند.

## فعالیت‌ها
واحد پژوهش‌های اقلیمی در زمان تأسیس چهار هدف اصلی را برای خود تعیین کرد که هنوز هم معتبر هستند:
- برای ایجاد دانش دقیق تر از تاریخ آب و هوا در گذشته‌های دور و نزدیک.
- برای نظارت و گزارش در مورد تحولات آب و هوایی کنونی در مقیاس جهانی.
- برای شناسایی تأثیر کنش‌ها و واکنش‌های (طبیعی و انسانی) در نوسانات آب و هوایی در پریودهای تکامل آنها.
- برای بررسی مشورت‌ها و احتمالات تصمیم‌گیری در مورد روند آینده آب و هوا و شرایط اقلیمی از یک فصل تا سال‌های آینده، بر اساس روش‌های علمی قابل قبول و به شکلی که احتمالاً برای اهداف برنامه‌ریزی طولانی مدت مفید باشند.[۱۵]